# 革粒鯰
革粒鯰，為輻鰭魚綱鯰形目粒鯰科的其中一種，為熱帶淡水魚，分布於亞洲印尼蘇門答臘Way Seputih流域，體長可達3.2公分，棲息在沙石底質的溪流底層水域，生活習性不明。